# Saison 1 de Code Quantum
Chronologie
Saison 2
Cet article présente la première saison de la série télévisée Code Quantum.

## Synopsis
À la suite d'une expérience qui tourne mal, Sam Beckett voyage et prend possession du corps d'autres personnes à travers l'histoire des États-Unis. Il est aidé de « Al », un collègue qui lui apparait en hologramme et lui donne des informations nécessaires pour aider l'entourage de ceux qu'il possède. Pendant la saison, il est transmuté en :
- Tom Stratton, pilote d'essai dont la femme est enceinte.
- Tim Fox, joueur de baseball en fin de carrière.
- Gerald Bryant, professeur de littérature.
- Clarence "Kid" Cody, boxeur qui se laisse acheter.
- Dr Daniel Young, vétérinaire.
- Francesco La Palma puis Don Geno : mafieux.
- Jesse Tyler, vieux chauffeur noir.
- Cameron Wilson, adolescent boutonneux.
- Nick Allen, détective privé.

## Distribution
- Scott Bakula : Sam Beckett
- Dean Stockwell : Amiral Albert « Al » Calavicci

## Liste des épisodes
1. Pilote
2. Amours croisées
3. La Main droite du Seigneur
4. Le défi est lancé
5. Veule mais pas trop
6. Miss Melny et son chauffeur
7. Le Kamikaze hilarant
8. Un homme à abattre

### Épisode 1:Pilote
- États-Unis : 26 mars 1989

- Dennis Wolfberg (Gooshie)
- W. K. Stratton (Dr Berger)

- Date de transmutation : 13 septembre 1956 puis 25 juin 1968
- Lieu de transmutation : Edwards Air Force Base puis Waco, Texas
- Transmutation en : Tom Stratton puis Tim Fox
- Durée de l'épisode : 90 minutes
- Musiques :
  - Que Sera, Sera (Whatever Will Be Will Be) de Doris Day,
  - Hound Dog de Elvis Presley,
  - Moonglow (Theme from Picnic) de Morris Stoloff,
  - Friendly Persuasion (Thee I Love) de Pat Boone,
  - Ooby Dooby de Roy Orbison.
- Al a été astronaute avant de rejoindre la marine américaine.
- Sam a 6 doctorats.
- Newell Alexander interprète le rôle de John Beckett.

### Épisode 2:Amours croisées
- États-Unis : 31 mars 1989

- Teri Hatcher (Donna Eleese)

- Date de transmutation : 15 juin 1972 (la date de transmutation correspond à celle du scandale du Watergate, Sam se retrouvera dans l'immeuble au moment des faits.)
- Lieu de transmutation : Mario, Ohio
- Transmutation en : Dr. Gerald Bryant
- Musiques :
  - In-a-Gadda-Da-Vida de Iron Butterfly,
  - American Pie de Don McLean,
  - Betcha by Golly, Wow de The Stylistics.
- Al rappelle à Sam les règles du programme Quantum, à savoir la règle n°1 : le voyageur du temps ne devra tirer aucun avantage de sa position pour améliorer ou détériorer sa vie.
- La lumière noire donne un aspect fantomatique à Al.
- Sam a un doctorat de médecine.
- Sam a un doctorat de physique.
- Sam a un doctorat de langues anciennes.

### Épisode 3:La Main droite du Seigneur
- États-Unis : 7 avril 1989

- Date de transmutation : 24 octobre 1974
- Lieu de transmutation : Sacramento, Californie
- Transmutation en : Clarence "Kid" Cody
- Musiques : 
  - Dancing Machine des Jackson Five,
  - Peggy Sue de Buddy Holly,
  - You Don't Mess Around with Jim de Jim Croce.

### Épisode 4:Le défi est lancé
- États-Unis : 14 avril 1989

- Date de transmutation : 5 août 1956
- Lieu de transmutation : Riata Ranch, Texas
- Transmutation en : Dr Daniel Young
- Presque tous les animaux peuvent voir Al.
- Sam rencontre Buddy Holly.

### Épisode 5:Veule mais pas trop
- États-Unis : 21 avril 1989

- Date de transmutation : 8 novembre 1965
- Lieu de transmutation : Brooklyn, New York
- Transmutation en : Frankie La Palma puis Don Geno Frascotti
- Sam est doué en astronomie
- Al aide Sam à interpréter la chanson "Volare". Dean Stockwell avait déjà interprété cette chanson en jouant le personnage d'un pianiste dans un épisode de Columbo (saison 4, épisode 4).

### Épisode 6:Miss Melny et son chauffeur
- États-Unis : 3 mai 1989

- Date de transmutation : 8 août 1955
- Lieu de transmutation : Red Dog, Alabama
- Transmutation en : Jesse Tyler
- Al parvient à se faire entendre par Miss Melny.

### Épisode 7:Le Kamikaze hilarant
- États-Unis : 10 mai 1989

- Date de transmutation : 6 juin 1961
- Lieu de transmutation : Los Angeles, Californie
- Transmutation en : Cameron Wilson
- Sam rencontre Michael Jackson.
- Sam a une jeune sœur Kathy, qui s'est marié avec Jim Bonick un mari violent et alcoolique.

### Épisode 8:Un homme à abattre
- États-Unis : 17 mai 1989

Parodie du film Casablanca avec Humphrey Bogart. 
- Date de transmutation : 14 avril 1953
- Lieu de transmutation : New York
- Transmutation en : Detective Nick Allen
- Al s'est marié 5 fois.
- À la fin de l'épisode, Sam se transmute dans la peau de Samantha Stormer. Cette arrivée est celle de l'épisode Le cheval d'Eon (saison 2, épisode 4); seulement dans la version DVD, puisque dans la version diffusé à la télé en France, il n'y a pas cette erreur.
- Sam rencontre Woody Allen.
- Sam étant né le 8 Août 1953, la transmutation a lieu un peu moins de 4 mois avant sa naissance, sans qu'il n'en soit fait mention. Il s'agit donc d'une coquille (une erreur scénaristique).

## DVD
Code Quantum - L'intégrale de la saison 1 est sorti le 20 juin 2006. Le format d'origine 4/3 est respecté. On retrouve la piste audio française et anglaise.